# Antero Vartia
Antero Vartia, född 22 augusti 1980 i Helsingfors, är en finländsk politiker, företagare, programledare och skådespelare. Han valdes till Finlands riksdag i valet 2015 för Gröna förbundet.

## Biografi
Vartia är född och uppvuxen i Helsingfors. Han har en finsk far och isländsk mor. Han har både finskt och isländskt medborgarskap och han talar både finska och isländska som modersmål.

## Företagare
Antero Vartia har studerat i Helsingfors handelshögskola och blev ekonomie magister 2007. Redan under studietiden hade han sitt eget företag när han sålde souvenirer på Salutorget i Helsingfors. Efter utexamineringen grundade han en restaurang i Brunnsparken i Helsingfors tillsammans med sin far. 2015 grundade han ett bastuföretag på Ärtholmen tillsammans med sin tidigare skådespelarkollega Jasper Pääkkönen.

## Skådespelare och programledare
I början av 2000-talet hade Antero Vartia en roll i såpoperan Salatut elämät. År 2013 spelade han i Aku Louhimies film 8-pallo. 2012 och 2014 var han en av programledarna för programmet Kadonneen jäljillä, den finska versionen av programmet Spårlöst, på Finlands näst största tv-kanal MTV3.

## Politiker
Antero Vartia var intresserad av samhället och politik redan som ung men deltog i partipolitik först efter att ha fyllt 30 år. Han var Gröna förbundets kandidat i Europaparlamentsvalet 2014 och fick 14 598 röster, men blev inte vald. Vartia, som redan var känd för sina roller i TV och film, fick stöd från många kända kulturpersonligheter och politiker som Osmo Soininvaara och Aku Louhimies.
Vartia gjorde en särskild satsning på sociala medier som Twitter.

### Riksdagsledamot
I riksdagsvalet 2015 kandiderade Antero Vartia för Gröna förbundet i Helsingfors valkrets och blev vald med 6 859 röster. Hans valteman var bland annat ökat bruk av förnybara energikällor och införandet av basinkomst. Han framhäver vikten av att förstå ekonomin och att motverka klimatförändringen.